# 호소이 하지메
호소이 하지메(일본어: 細井肇, 1886년 2월 ~ 1934년 10월 19일)는 일본 메이지(明治) 〜 쇼와(昭和) 초기에 걸쳐 활동했던 신문기자, 논평가이다.
일본의 한국 합병을 적극적으로 지지하였고 조선의 문학 작품을 중심으로 조선의 문화를 연구하였고 그것을 통해 일제의 식민지 조선에 대한 문화통치의 이론을 제공하였다. 저서로 「조선문화사론」(朝鮮文化史論), 「조선 문제의 귀추」(朝鮮問題の帰趨), 「여왕 민비」(女王閔妃), 「국태공의 눈」(国太公の眦), 「일본의 결의」(日本の決意) 등이 있다.

## 개요
18세에 나가사키 신문(長崎新聞)의 기자(記者)가 되었다. 1907년(메이지 40년)에 우치다 료헤이(内田良平) 등의 한일합방 촉진 활동을 지원하며 한국을 일본의 식민지화하는 데 힘썼다. 1908년(메이지 41년) 10월 9일에 통감부의 체신관리국에 고용되었으나, 사회주의자라는 이유로 곧 해고당하고 이후 조선통신사(朝鮮通信社)의 전신인 일한전보통신사(日韓電報通信社), 조선일일신문사(朝鮮日日新聞社)에 잠시 근무하였으나 이념적인 문제로 또다시 해고되었다.
한일합방 두 달 뒤인 1910년(메이지 43년) 10월 그는 조선연구회를 설립하여 본격적으로 조선의 고서 간행에 관심을 두기 시작했고, 이듬해인 1911년(메이지 44년) 이 해에 그는 주간 아사히(週刊朝日)의 기자가 되었고 한편으로 잡지 「다이코쿠민」(大国民)을 경영하기도 하였다.
1912년(다이쇼 원년)에 호소이는 일본으로 돌아와 도쿄 아사히 신문사(東京朝日新聞社)에 들어가 정치부(政治部) 기자를 7년 동안 지냈는데 1918년(다이쇼 7년)에 일어난 아사히 필화 사건, 이른바 '백홍사건'(白虹事件)으로 그는 아사히 신문을 자진 퇴사했다. 당시 일본 정부는 시베리아로의 출병을 앞두고 군량미 보급을 명목으로 미곡을 매점매석하였는데, 이로 인하여 쌀값이 폭등했고, 전국적인 폭동이 일어났다. 이를 비판한 오사카 아사히 신문 같은 해 8월 25일자 기사에 “'흰 무지개가 해를 뚫었다'고 옛 사람이 탄식한 불길한 징조가 사람들 머릿속에 전광석화처럼 스쳤다“라는 문구를 일본 정부가 천황제 국가의 기본법을 어기는 범죄로 간주하고 신문지법 위반 중 가장 강력한 처벌조항인 발매금지처분을 내렸고, 아사히 신문사 경영자가 로비에 나서 결국 관계자 처벌 조건으로 발매금지 처분을 면했지만, 그 여파가 오사카뿐 아니라 도쿄 아사히 신문에까지 미쳐, 결국 정부에 타협적인 편집진에 항의한 기자들은 집단으로 아사히 신문을 퇴사했다. 이때 퇴사한 기자 가운데 호소이가 포함되어 있었다.
호소이가 다시 식민지 조선으로 돌아왔던 1919년(다이쇼 8년)에 조선에서는 조선의 자주 독립을 외치고 나아가 조선 독립 운동의 구심점을 위한 대한민국임시정부 수립의 계기가 될 민족 운동이자 민중 혁명인 3.1 운동이 한창 벌어지고 있었다. 1920년(다이쇼 9년)에 조선 민족을 연구하기 위한 자유토구사(自由討究社)를 세웠다. 1923년(다이쇼 12년)에는 조선 문제와 관련하여 전국을 순회하는 강연 여행을 벌였다.
1927년(쇼와 2년) 제네바 군축회의에 전권대사로 임명된 사이토 마코토를 수행하였다. 5년 월단사(月旦社)를 세우고 「남의 소문」(人の噂)을 발행하였으며 후에 「사람과 국책」(人と国策)의 주필이나 국민외지협회(国民外支協会), 독립국책협회(独立国策協会), 시국간담회(時局懇談会) 등에서 국사를 주도하였다.
1931년(쇼와 6년) 이후 호소이는 만주에 대한 정책제안서를 제출하면서 아시아를 포괄하는 ‘대일본제국의 건설’을 주장하였다. 1934년 봄부터 병으로 고생을 하다가 10월 19일 사망하였다. 향년 49세.

## 호소이 하지메와 한국
호소이 하지메는 한국으로 건너온 초기부터 한일합방 촉진 활동을 지원하면서 한국을 일본의 식민지로 삼아야 한다는 목소리에 동조하였다. 한일합방 두 달 뒤인 1910년(메이지 43년) 10월 그는 조선연구회를 설립하여 본격적으로 조선의 고서 간행에 관심을 두기 시작했고, 이듬해 조선문화사고(朝鮮文化史論)를 출판하였는데, 이는 일본이 한국을 원활하게 통치하는데 필요한 자료를 제공하기 위한 목적이었다.
3․1 운동이 벌어지고 난 직후 호소이는“조선 문제 해결에 이 한 몸 바치기로 굳게 결심했다”고 밝히며 조선 민족을 연구하고 조선의 문화를 일본에 알리는 것을 목적으로 자유토구사를 세웠다. 마침 이 시기 일본 당국은 3.1 운동의 경험 및 자국 내에서 일었던 다이쇼 데모크라시의 영향으로 식민지 조선에 대한 지배 정책을 기존의 무단통치에서 문화통치로 전환하였는데, 일본이 식민지 조선 지배의 구호로 내건 내선일체와 효율적 식민지 정책 운용을 위해 조선총독부 주도로 조선의 민요, 설화, 전설 등 조선의 전통문예물이 적극적으로 채록, 수집되어 일본어로 번역되는 등 조선의 문학, 문화 붐이 일어난 시기이기도 했다.
자유토구사의 활동도 이러한 조선총독부의 식민지 정책과 결을 같이 하고 있었으며, 자유토구사가 세워진 이듬해 1921년(다이쇼 10년) 조선의 장화홍련전 등 조선의 소설들을 모은 《통속조선문고》(通俗朝鮮文庫, 전12책)가 출판되었다. 《통속조선문고》는 기존 조선고서간행회(1908년)나 조선연구회(1910년)에서 간행한 고서에 비해 압도적으로 문학 작품의 비중이 높았고, 여자나 어린아이까지 읽을 수 있는 구어체로 번역이 되어 있다는 특징이 있었으며, 제12권 대아유기(大亜遊記)나 제13권 이조의 문신(李朝の文臣), 각종 조선평론(各種の朝鮮評論)과 같은 조선의 역사에 대한 평론이나 수필이 포함되어 있어 다른 고서 시리즈와는 다른 양상을 보였다.
호소이의 조선 지배층에 대한 인식은 기본적으로 "썩은 독소가 가득한 옴 같은 시대에 솟아난 바실루스균"으로 지극히 폄하하는 기조를 보이지만, 당시 조선의 명사에 대한 인물평은 친일 인사라고 해서 특별히 호의적인 것도 아니어서 이완용이나 박제순에 대해 박제순은 전자는 완고한 학자로서 만년 변통 자재한 책사로 변모하였고, 이완용은 정권에 굶주려 모든 심혈을 쏟아 어제의 주장인 러시아당을 버리고 오늘은 친일당이 되었다며 "조선인에게 절조가 있는가? 주장이 있는가? 국가적 신념이 있는가? 이 두 사람은 유감없이 대표적 답변을 할 수 있는 경력을 가진 자라고 할 것이다."라고 절조나 국가적 신념이라는 것이 없는 조선인의 대표적 존재라고 비아냥거리는가 하면, 반면 박영효의 도움으로 일본으로 유학해 세이조 중학교를 졸업하고 사관학교에 들어가 하세가와를 따라 러일전쟁에도 종군하고 조선으로 돌아와서 서우학회를 세워 활동하던 이갑에 대해서는 "그의 사상, 행동에 대하여 특별히 친일과 배일을 감별할 필요를 느끼지 않는다."며 "단순히 그 한 사람에 그치는 일이 아니라 한국 상하 일천만 인, 한 명이라도 배일사상을 갖지 않는 자가 있을까?"라고 하거나, 이상재가 종로 거리에서 군중의 폐부를 찌르는 연설을 하며 사람들의 호응을 얻는 일화를 소개하면서, 향후 일본의 대한(對韓) 정책에 있어 가장 큰 강적은 폭도나 완고하고 무지한 조선인이 아니라 종교의 산하에 숨어 있는 비밀결사라고 지적하였다. 그는 안중근의 이토 히로부미 저격이나 이재명의 이완용 저격 등의 사건에서 조선의 민중이 보인 태도를 통해 조선인들은 겉으로 드러나는 행동과 달리 모두 마음에는 배일 의식을 깊이 품고 있다고 평가했다.
호소이가 1911년에 출간한 조선문화사론은 당시 조선에 살던 일본 지식인들의 적극적인 협조로 완성된 저작으로, 기존의 일본인들의 조선에 관한 저작물과 그 논조가 크게 다르지 않은 조선의 역사, 문화에 대한 폄하 일색으로 가득했다. 그 권두에서 호소이는 한일합방 이후 한국을 일본에 동화시키는 것은 백년의 현안이고 그걸 3년 또는 5년 이렇게 단기적으로 하려고 덤벼들어봐야 소동이 벌어질 것이라고 조급한 동화 정책보다는 장기적으로 대응하여 천천히 동화시켜 나가야 한다고 주장하였으며, 이는 저서 《만선의 경영》(1921년)에서도 같았다. 호소이가 조선문화사론을 출간하고 8년 뒤에 조선에서는 3.1운동이 벌어졌고, 《만선의 경영》이 나오고 2년 뒤에 간토대지진이 일어났다.